# Canidae
I canidi (Canidae, Fischer de Waldheim, 1817) sono una famiglia di caniformi che si distinguono dai loro musi allungati, la loro postura digitigrada, gli artigli non protrattili e bolle timpaniche molto gonfie.
I caniformi si divisero dai feliformi circa 43 milioni di anni fa, con i primi canidi emersi 3 milioni di anni dopo in Nordamerica durante il Miocene. Il leptocione è l'antenato di tutti i canidi odierni (i canini, che includono i cani, i lupi, gli sciacalli, le volpi e numerose specie estinte) e si divise in veri cani e volpi 11,9 milioni di anni fa. Mentre gli esperocionini e i borofagini, due sottofamiglie estinte, erano limitati al Nordamerica, i canini si trovano su tutti i continenti tranne l'Antartide.

## Descrizione
I canidi si distinguono dagli altri carnivori grazie alla presenza di bolle timpaniche, divise da un setto, posizionato lungo la sutura endotimpanica, ossia interno all'orecchio medio. Altri caratteri distinti dei canidi includono la perdita di un'arteria stapediale e la posizione mediana dell'arteria carotide interna situata tra l'entotimpanico e petrosale, per gran parte del suo percorso. Queste caratteristiche del basicranio sono rimaste più o meno stabili lungo la storia dei canidi, permettendo una facile identificazione dei loro resti fossili.

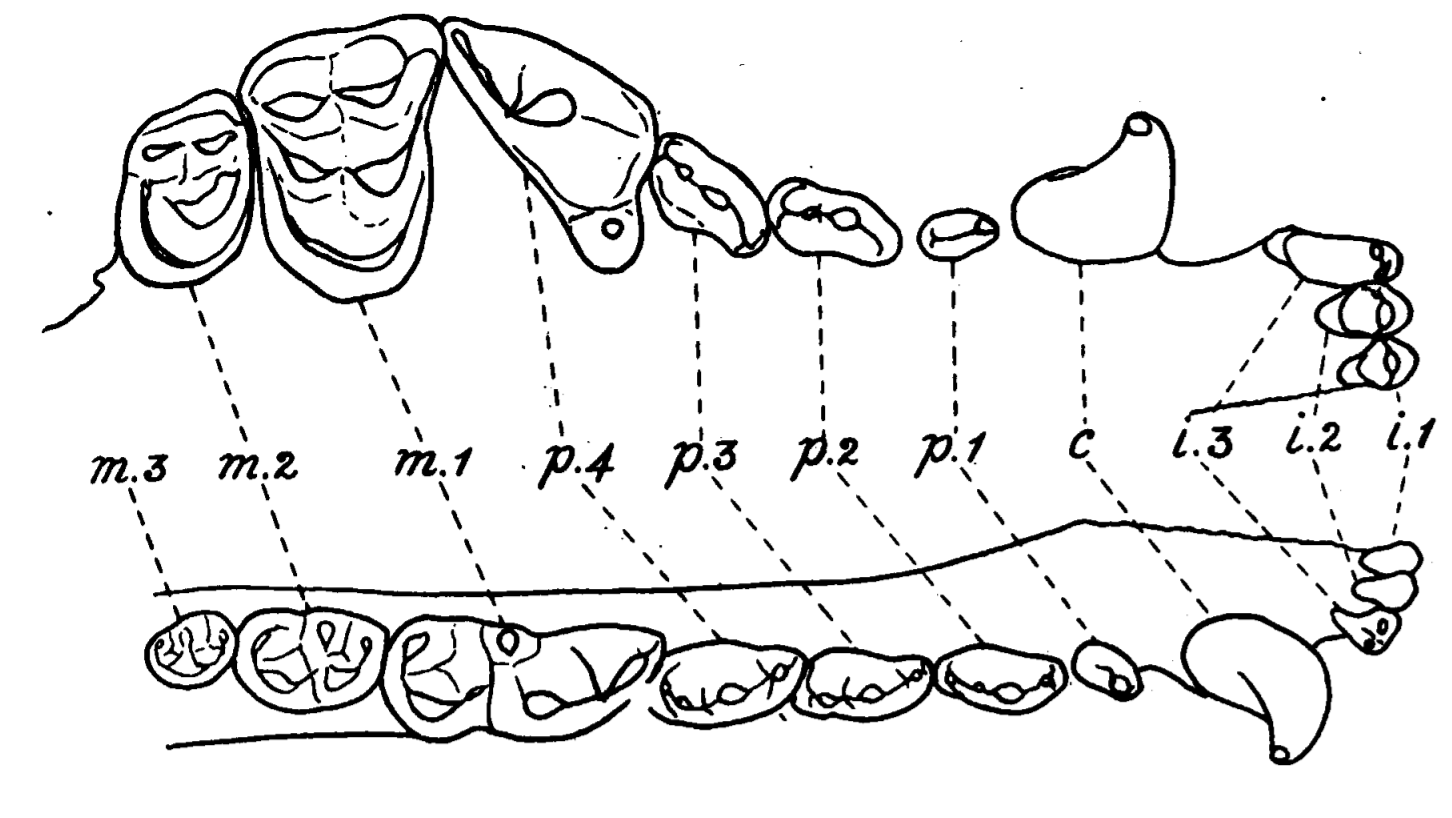
Dentatura di Cynodesmus, tipica dei canidi

Tra i carnivori, i canidi dispongono della dentizione più conservativa, con un complemento bilaterale di denti divisi in tre incisivi superiori ed inferiori, un canino superiore ed inferiore, quattro premolari superiori ed inferiori, e due o tre molari superiori e tre molari inferiori. La lunghezza dei canini sembra essere correlata col sesso dell'animale: gli esemplari maschi dei canidi più grandi tendono ad avere canini al 3-6% più lunghi di quelli delle femmine. I premolari tendono a essere uniformi nella maggior parte delle specie, ma nelle stirpi adatte al consumare ossa, i premolari sono notevolmente più grandi. Questo tratto è particolarmente evidente nella sottofamiglia dei borofagini, ma raro negli esperocionini. I molari sono ben sviluppati, sebbene non quanto di quelli degli orsi, consentendo ai canidi di incorporare nella loro dieta sia insetti che vegetali. I denti dei canidi si sono cambiati ripetutamente lungo la loro evoluzione verso diete ipercarnivore o ipocarnivore, una flessibilità che ha indubbiamente contribuito al loro successo come famiglia. Per accomodare il numero non-ridotto di denti, i canidi dispongono d'un muso più allungato di quello dei felidi. Le specie più ipercarnivore, come certi borofagini, hanno un muso relativamente breve, ma mai quanto i felidi. Il muso allungato è una caratteristica universale dei canini, l'unica sottofamiglia di canidi rimasta, e sembra che la lunghezza del rostro, il muso nei canidi, sia correlata con l'ampliamento dell'olfatto.
Come le iene, i canidi sono per la maggior parte predatori corridori con arti lunghi che cacciano inseguendo le prede fino al loro sfinimento. Insieme alle iene e ai felidi, i canidi sono gli unici carnivori digitigradi, una locomozione animale che contribuisce all'allungamento del passo. I canidi persero la capacità di retrarre gli artigli poco dopo la loro diversificazione dal genere Hesperocyon. Di conseguenza, gli artigli sono sempre esposti e spuntati a causa del contatto con il terreno. Il motivo per cui non possono usare gli artigli come armi, potrebbe essere una delle ragioni del motivo per cui le specie più grandi lavorano in gruppi per abbattere prede grosse.

## Tassonomia
Nella storia dei mammiferi carnivori, i canidi sono rappresentati da due sottofamiglie estinte, la Hesperocyoninae, la Borophaginae, e l'odierna Caninae. Questa sottofamiglia include tutti i canidi viventi e i loro parenti fossili. Tutti i canidi moderni formano un gruppo dentale con proprietà monofiletiche con i borofagini estinti, possedendo entrambe le sottofamiglie, due punte sul talonide del carnassiale inferiore, in aiuto alla masticazione. Questi, insieme allo sviluppo d'una cuspide endoconida e l'allargamento del talonide sul primo molare inferiore, e l'allargamento contemporaneo del talonide del primo molare superiore e la riduzione del suo parastilo, distinguono questi canidi del tardo cenozoico, e sono le differenze essenziali che identificano il loro clado.

### Filogenia
Questo cladogramma mostra la posizione filogenetica dei canidi entro i caniformi secondo un'analisi dei reperti fossili svolta nel 2009:
|  | †Hesperocyoninae                                                                                            |
|  | |
|  | \| \| †Borophaginae \| \| \| \| \| \| Caninae (tutti i canidi odierni e i loro parenti estinti) \| \| \| \| |
|  | |
|  | †Borophaginae                                                                                               |
|  | |
|  | Caninae (tutti i canidi odierni e i loro parenti estinti)                                                   |
|  | |

|  | †Borophaginae                                             |
|  |                                                           |
|  | Caninae (tutti i canidi odierni e i loro parenti estinti) |
|  |                                                           |

|  | †Hesperocyoninae                                                                                            |
|  | |
|  | \| \| †Borophaginae \| \| \| \| \| \| Caninae (tutti i canidi odierni e i loro parenti estinti) \| \| \| \| |
|  | |
|  | †Borophaginae                                                                                               |
|  | |
|  | Caninae (tutti i canidi odierni e i loro parenti estinti)                                                   |
|  | |

|  | †Borophaginae                                             |
|  |                                                           |
|  | Caninae (tutti i canidi odierni e i loro parenti estinti) |
|  |                                                           |

|  | †Hesperocyoninae                                                                                            |
|  | |
|  | \| \| †Borophaginae \| \| \| \| \| \| Caninae (tutti i canidi odierni e i loro parenti estinti) \| \| \| \| |
|  | |
|  | †Borophaginae                                                                                               |
|  | |
|  | Caninae (tutti i canidi odierni e i loro parenti estinti)                                                   |
|  | |

|  | †Borophaginae                                             |
|  |                                                           |
|  | Caninae (tutti i canidi odierni e i loro parenti estinti) |
|  |                                                           |

|  | †Hesperocyoninae                                                                                            |
|  | |
|  | \| \| †Borophaginae \| \| \| \| \| \| Caninae (tutti i canidi odierni e i loro parenti estinti) \| \| \| \| |
|  | |
|  | †Borophaginae                                                                                               |
|  | |
|  | Caninae (tutti i canidi odierni e i loro parenti estinti)                                                   |
|  | |

|  | †Borophaginae                                             |
|  |                                                           |
|  | Caninae (tutti i canidi odierni e i loro parenti estinti) |
|  |                                                           |

## Storia evolutiva

### Eocene - Piccoli inizi

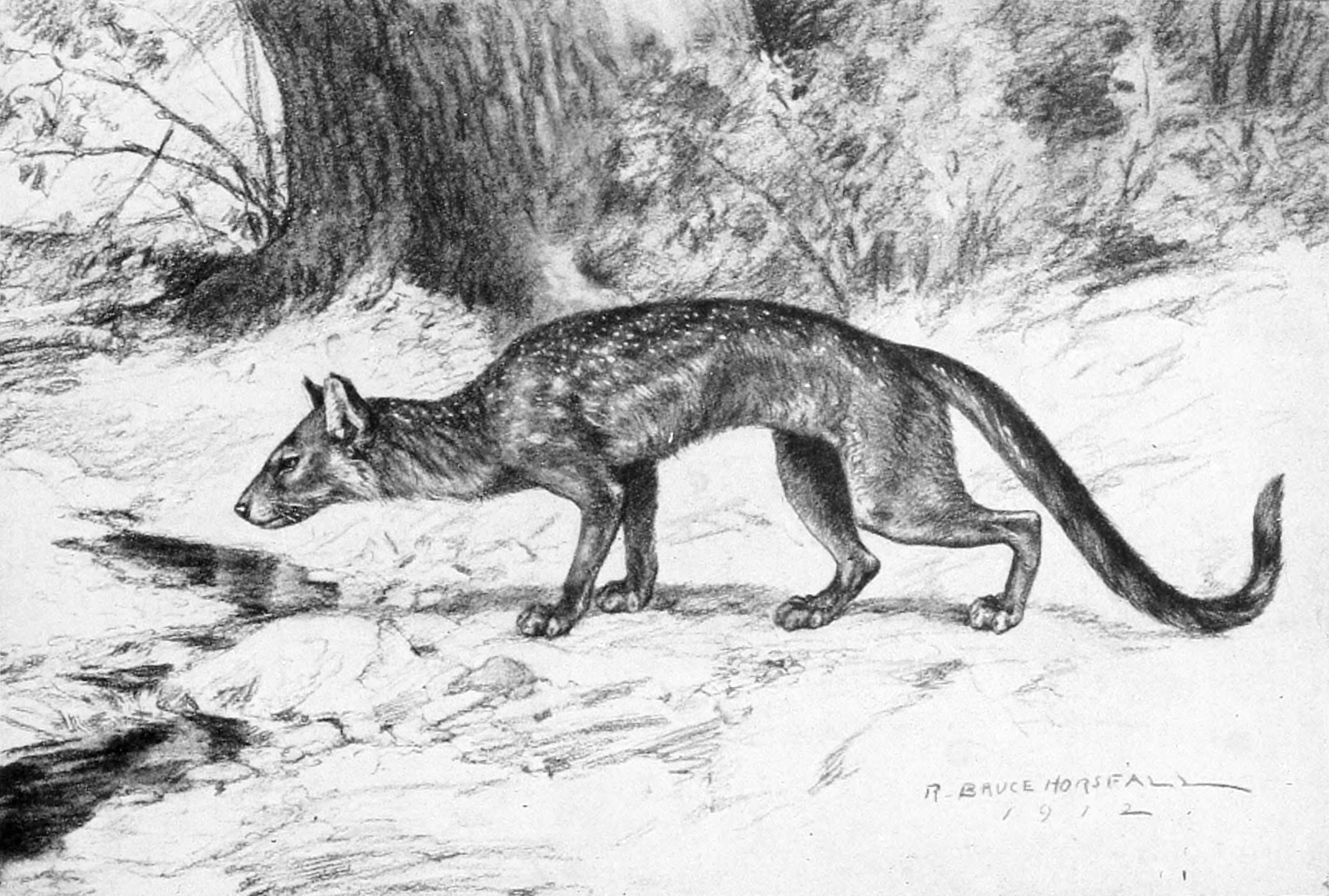
Ricostruzione artistica di Hesperocyon, Robert Bruce Horsfall (1913)

I mammiferi carnivori si evolsero dai miacidi circa 55 milioni di anni fa durante il Paleocene, un'era caratterizzata da un clima caldo e umido. Con l'avvento del massimo termico del Paleocene-Eocene, il Nordamerica venne ricoperto da fitte foreste, successivamente colonizzate da una popolazione di miacidi che, 15 milioni di anni dopo la loro prima apparizione, diedero luce ai primi canidi.
Fra di essi vi fu il Prohesperocyon wilsoni, che apparse 40 milioni di anni fa nel Texas sudoccidentale. I tratti principali per identificarlo come un canide, includono la perdita del terzo molare superiore e la struttura dell'orecchio medio, che disponeva di bolle timpaniche ingrandite. Sebbene fosse un animale arboricolo e parzialmente plantigrado come i suoi antenati, è probabile che il Prohesperocyon disponesse gli arti più lunghi e dita più compatte, tratti che gli avrebbero conferito un vantaggio in futuro, nel sopravvivere in ambienti sempre più aperti.

### Oligocene - Dagli alberi alle pianure
L'avvento dell'Oligocene, da 34 a 23 milioni di anni fa, innescò un lungo corso di deterioramento climatico. In Antartide iniziarono a formarsi le prime calotte glaciali, mentre nel Nordamerica centrale l'ambiente divenne sempre più secco e stagionalmente variabile, riducendo sempre più le foreste pluviali dell'Eocene, fino a farle scomparire, a favore di boschi e pianure. Gli erbivori iniziarono ad adattarsi ad una dieta d'erba e a diventare corridori in pianura aperta. Per i canidi, l'abilità di inseguire queste nuove prede divenne un importante passo evolutivo. Il genere Hesperocyon, discendente di Prohesperocyon, iniziò a diversificarsi e a produrre gli antenati delle tre sottofamiglie:
1. Gli esperocionini (39,74-15 milioni di anni)
2. I borofagini (34-2 milioni di anni)
3. I canini (34-0 milioni di anni)

Tutte e tre le stirpi, durante l'Oligocene, erano caratterizzate da specie poco più grandi delle attuali volpi, ma ciascuna con indizi morfologici delle loro future direzioni evolutive. La stirpe più antica e primitiva era quella degli esperocionini, stirpe che includeva il mesocione, un canide grande quanto un coyote odierno. Questi canidi primitivi, probabilmente, si erano evoluti per inseguire le prede in zone di pianura. L'archeocione e il leptocione avrebbero a loro volta dato luce, rispettivamente, ai borofagini e ai canini. All'incirca 30-28 milioni di anni fa, vi erano almeno 25 specie di canidi nel Nordamerica occidentale. Nel frattempo, i predatori arcaici come gli ienodonti si estinsero, per poi essere rimpiazzati dai carnivori.

### Miocene - L'era dei cani "spacca-ossa"

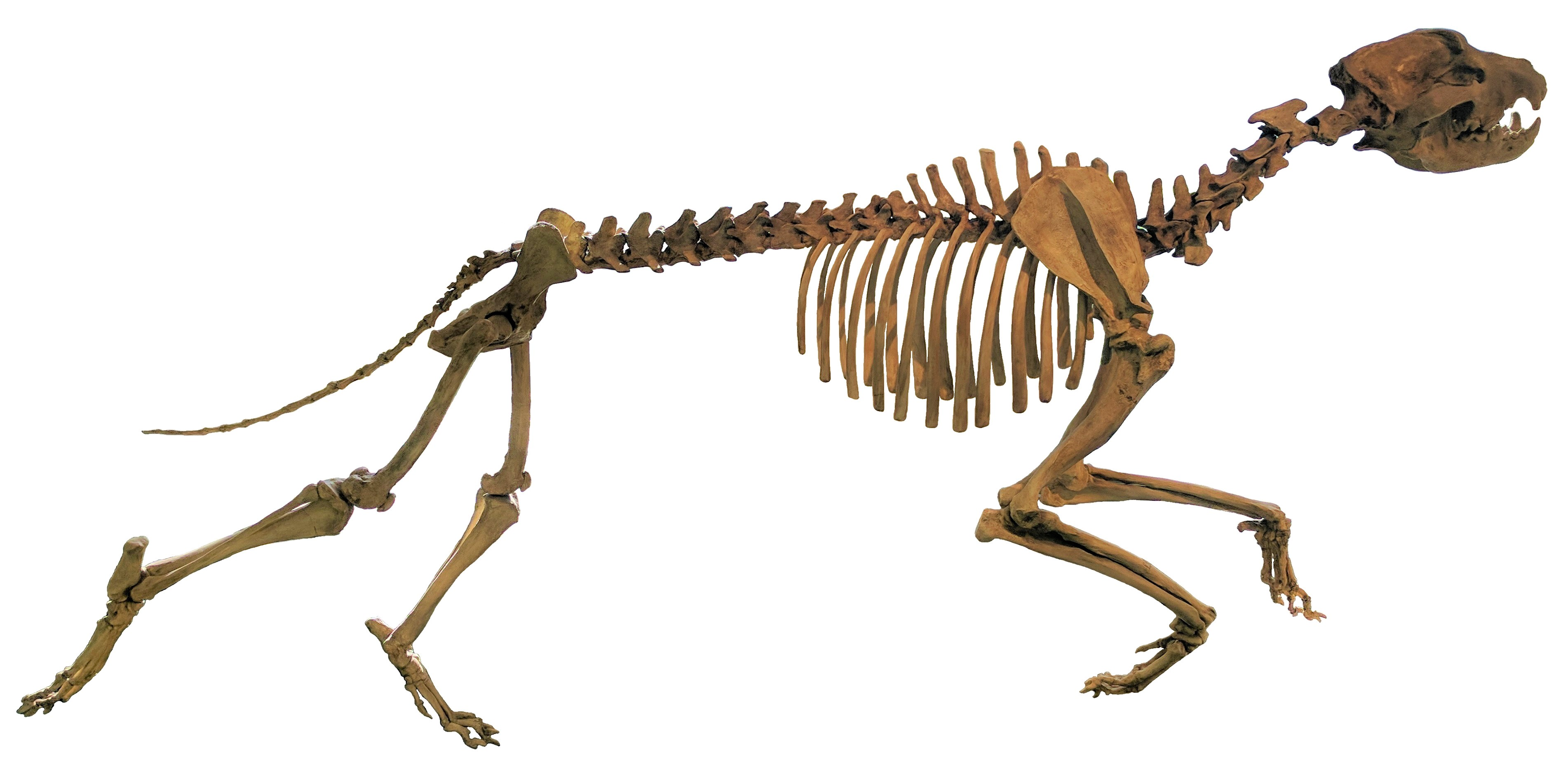
Scheletro di Epicyon haydeni, il canide più grande esistito. Si nota il quinto dito ridotto sulle zampe posteriori, un tratto primitivo assente nei canidi moderni

Gli erbivori nordamericani, prede predilette dei canidi, iniziarono a diversificarsi drasticamente durante la prima metà del Miocene, che durò dai 23 milioni ai 5 milioni di anni fa. Oltre che all'evoluzione di specie indigene, questa diversificazione fu dovuta anche alla formazione, avvenuta 8 milioni di anni fa, del ponte di Bering, che permise l'immigrazione in Nordamerica di erbivori eurasiatici. Contemporaneamente, i borofagini iniziarono a rimpiazzare gli esperocionini moribondi come i predatori dominanti delle pianure nordamericane, mentre i canini mantennero un profilo basso.
Sebbene subordinati ai borofagini, continuarono ad adattarsi ad ambienti sempre più aperti, aumentando la lunghezza degli arti e perdendo i pollici. Si erano già divisi nelle tribù delle volpi e dei veri cani, questi ultimi rappresentati dal genere Eucyon. I canini, grazie ai loro arti allungati e dita compatte, si dimostrarono la stirpe di canidi più resiliente e mobile, sfruttando i ponti continentali al fine di espandere il loro proprio areale al di fuori del Nordamerica: una specie di volpe, la Vulpes riffautae, si era stabilita nell'odierno Ciad sette milioni di anni fa, mentre almeno un canino aveva contemporaneamente colonizzato la Spagna.
L'evoluzione dei borofagini in questo periodo venne caratterizzata da un notevole aumento nelle capacità di digerire le ossa. Con l'arrivo di nuovi concorrenti asiatici, come i felidi, i barbofelidi, i mustelidi giganti e gli orsi, i borofagini furono costretti a sviluppare una dentatura in grado di frantumare le ossa, per consumare meglio le carcasse. Questi raggiunsero il culmine nel corso del Miocene medio con l'apparizione della stirpe del Protepicyon-Epicyon-Borophagus. I membri di questa stirpe erano gli indiscussi predatori alfa della loro era. L'Epicyon, in particolare, era il canide più grosso mai esistito, paragonabile all'orso bruno in grandezza ed alle iene in potenza mandibolare.

### Pliocene - L'ascesa dei canini
Durante il Pliocene, circa 4-5 milioni di anni fa, le pianure nordamericane divennero sempre più vaste, mentre gli erbivori, soprattutto i cavalli, divennero sempre più veloci, grazie alla riduzione del numero delle dita ed all'irrobustimento del dito centrale. Questo avvenne a scapito dei borofagini, che erano poco adatti alla corsa. Questa stirpe, infatti, scomparì del tutto 2 milioni di anni fa, consentendo ai canini di prendere il sopravvento. Dopo la formazione dell'istmo di Panama, che avvenne all'incirca 3 milioni di anni fa, i canini colonizzarono il Sudamerica durante il cosiddetto grande scambio americano. I canini ebbero il sopravvento sui predatori marsupiali indigeni, rappresentati dai borienidi, e, successivamente, si stabilirono come i predatori dominanti del continente.

### Pleistocene

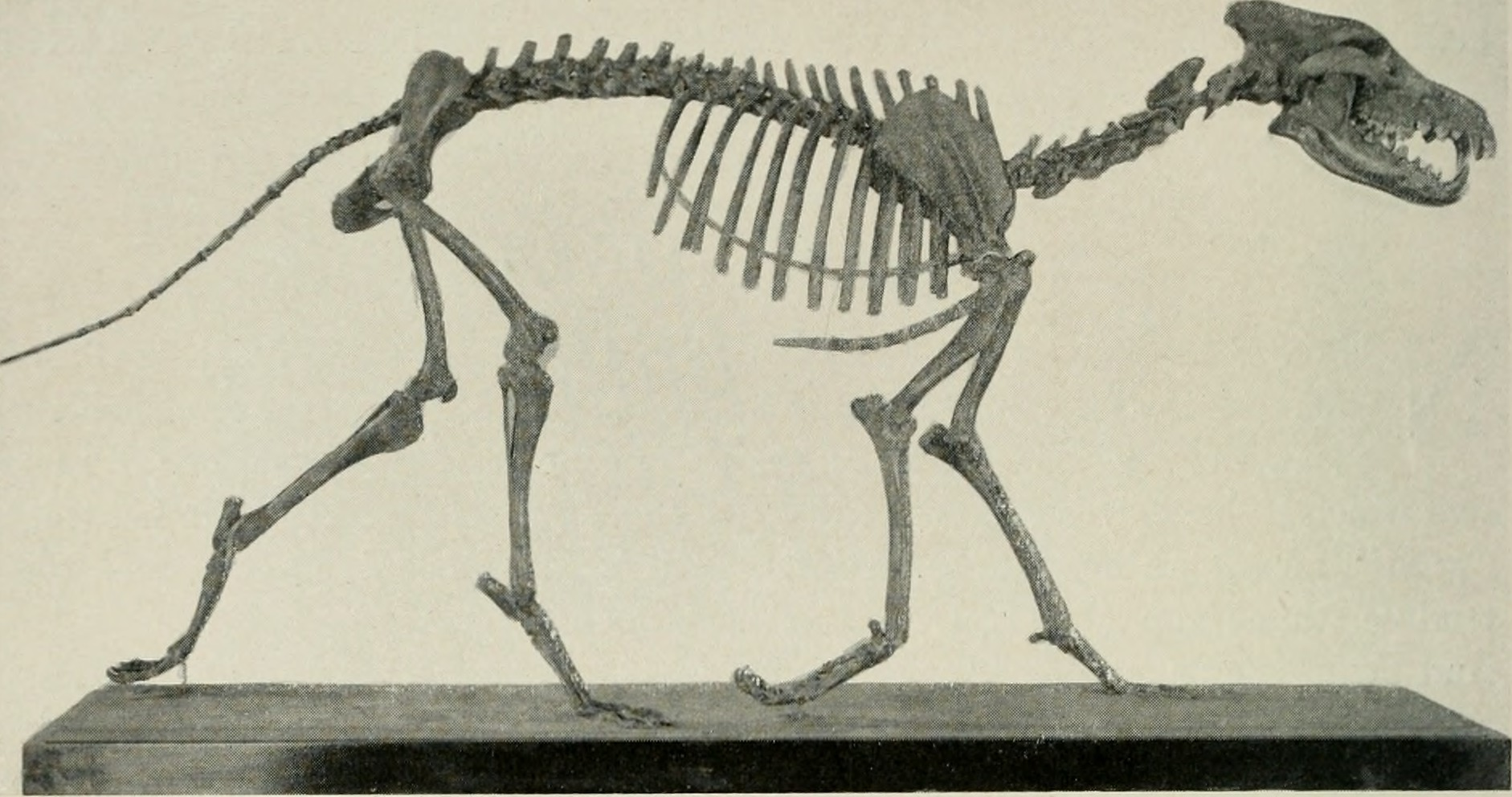
Scheletro di A. dirus, il canide lupino più grande, estinto durante il Quaternario

L'arrivo del Pleistocene, 1,8 milioni di anni fa, fu segnato dall'espandersi delle calotte glaciali, con le temperature più basse del Cenozoico. Molti mammiferi, seguendo la regola di Bergmann, si svilupparono in grandezza per meglio conservare il calore corporeo. Fu durante questo periodo che fecero il loro debutto i canidi lupini come i lupi, i licaoni e i cuon nell'Eurasia. Una popolazione di lupi fu successivamente addomesticata, dando luce al cane domestico. Nel frattempo, nelle Americhe, fra i superpredatori contemporanei vi fu il temibile enocione, il canide lupino più grande.
I lupi grigi colonizzarono il Nordamerica nel corso del tardo Rancholabreano attraverso il ponte di Bering in almeno tre migrazioni separate, ognuna delle quali rappresentata da diverse cladi di lupi grigi eurasiatici. Condivisero il nuovo habitat con l'enocione, il quale però si estinse durante il periodo Quaternario, probabilmente in seguito alla scomparsa degli erbivori grossi di cui si cibava.